# ويليام بيرد (سياسي)
ويليام بيرد (بالإنجليزية: William Bird)‏ هو سياسي بريطاني (وحمل سابقاً جنسية المملكة المتحدة لبريطانيا العظمى وأيرلندا)، ولد في 11 يوليو 1855، وتوفي في 13 نوفمبر 1950. حزبياً، نشط في حزب المحافظين. في الانتخابات الفرعية في مجلس العموم البريطاني ‏، انتخب عضو برلمان المملكة المتحدة الـ31 عن دائرة كايتشستر (23 أبريل 1921 – 26 أكتوبر 1922) وفي الانتخابات العامة في المملكة المتحدة 1922 ‏، انتخب عضو برلمان المملكة المتحدة الـ32 عن دائرة كايتشستر (15 نوفمبر 1922 – 16 نوفمبر 1923).